# بوبي كيمبل (موسيقي)
بوبي كيمبل (بالإنجليزية: Bobby Kimball)‏ هو موسيقي ومغني ومغن مؤلف أمريكي، ولد في 29 مارس 1947 في أورانج في الولايات المتحدة.

## وصلات خارجية
- الموقع الرسمي
- بوبي كيمبل على موقع IMDb (الإنجليزية)
- بوبي كيمبل على موقع ميوزك برينز (الإنجليزية)
- بوبي كيمبل على موقع إن إن دي بي (الإنجليزية)
- بوبي كيمبل على موقع أول ميوزيك (الإنجليزية)
- بوبي كيمبل على موقع ديسكوغز (الإنجليزية)
- بوبي كيمبل على موقع قاعدة بيانات الفيلم (الإنجليزية)